# Pour elle
Pour plus de détails, voir Fiche technique et Distribution.
Pour elle est un film français réalisé par Fred Cavayé et sorti en 2008. Il s'agit de son premier long métrage comme réalisateur.

## Synopsis
Lisa (Diane Kruger) et Julien Auclert (Vincent Lindon) sont mariés et mènent une vie heureuse et sans histoire avec leur fils Oscar. Mais leur vie bascule, quand un matin la police vient arrêter Lisa pour meurtre. Elle est condamnée à 20 ans de prison. Persuadé de l'innocence de sa femme, Julien décide de la faire évader ; jusqu'où sera-t-il prêt à aller « pour elle » ?

## Fiche technique
Sauf indication contraire, les informations mentionnées dans cette section peuvent être confirmées par les bases de données cinématographiques IMDb, Allociné et Unifrance,  présentes dans la section « Liens externes ».
- Titre original : Pour elle
- Réalisation : Fred Cavayé
- Scénario : Fred Cavayé et Guillaume Lemans
- Musique : Klaus Badelt
- Décors : Philippe Chiffre
- Costume : Fabienne Katany
- Photo : Alain Duplantier
- Montage : Benjamin Weill
- Production : Marc Missonnier, Olivier Delbosc et Éric Jehelmann
- Sociétés de production : Fidélité Films ; en association avec Wild Bunch ; coproduit par TF1 Films Production et Jerico ; avec la participation de TPS Star
- Distribution : Mars Distribution (France), Les Films Séville / Entertainment One (Canada)
- Budget : 7,98 millions d'euros
- Pays de production :  France
- Langue originale : français
- Genre : thriller, drame, romance
- Format : couleur - 2.35:1 - 35 mm
- Dates de sortie : 
  - France : 3 décembre 2008
  - Belgique : 31 décembre 2008

## Distribution

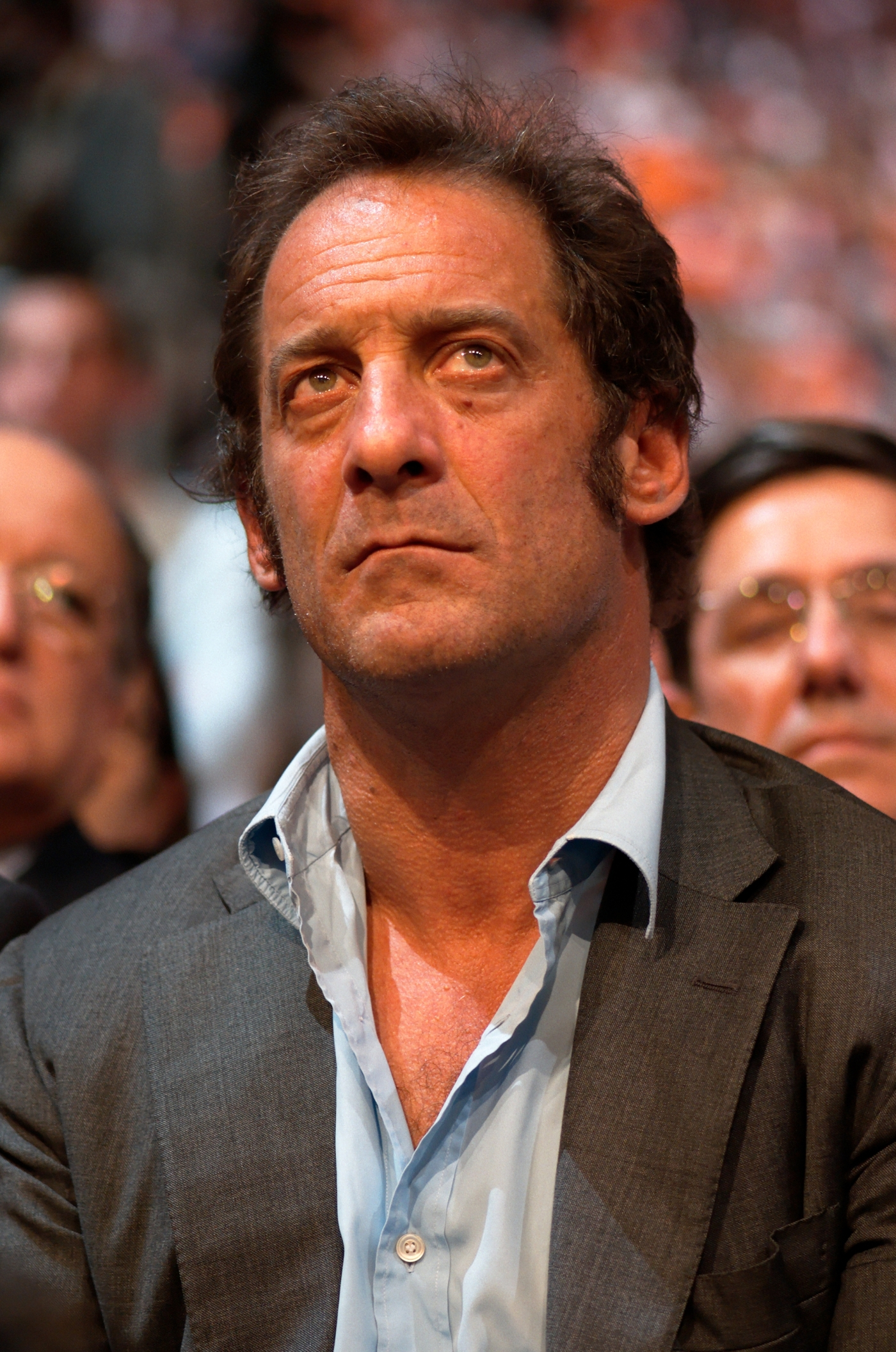
Vincent Lindon

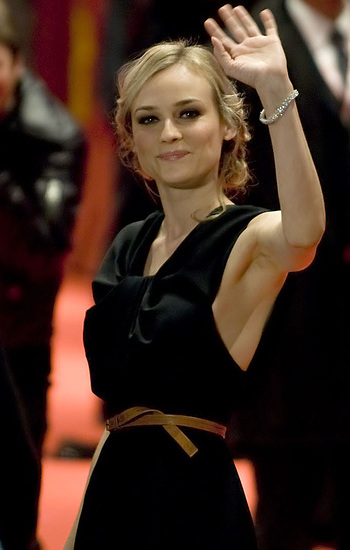
Diane Kruger

- Vincent Lindon : Julien Aucler, professeur de français
- Diane Kruger : Lisa Aucler, la femme de Julien, emprisonnée pour meurtre
- Lancelot Roch : Oscar Aucler, le fils de Lisa et Julien
- Liliane Rovère : la mère de Julien
- Olivier Perrier : le père de Julien, fâché de longue date avec lui
- Olivier Marchal : Henri Pasquet, l'évadé à répétition qui raconte son expérience à Julien
- Hammou Graïa : le commandant Susini
- Rémi Martin : le capitaine Jousseaume
- Moussa Maaskri : Martial, un trafiquant
- Alaa Oumouzoune : Moussa, le trafiquant de cigarettes
- Dorothée Tavernier : Nathalie
- Odile Roire : Maître Thomassin, l'avocate de Lisa
- Thierry Godard :  Pascal, le frère de Julien
- Slimane Hadjar : David
- Joseph Beddelem : Hassan
- Pascal Parmentier : le policier arrestation
- Kader Boukhanef : le capitaine arrestation
- Martine Vandeville : l'infirmière de l'hôpital
- Gilbert Kneusé : le docteur de l'hôpital
- Smadi Wolfman: la femme du parc
- Marie-France Santon : l'infirmière de l'hôpital
- Mika'ela Fisher : femme tatouage

## Production
Le tournage a lieu à Paris et à Meaux (Seine-et-Marne), ainsi qu'en Espagne (Almonte, El Rocío) et Belgique (Liège).

## Bande originale
Sauf indication contraire ou complémentaire, les informations mentionnées dans cette section proviennent du générique de fin de l'œuvre audiovisuelle présentée ici.
- Orage par Kristal
- Nuit d'angoisse par Kristal
- Ouragan par Kristal
- Western Patrol d'Eddie Warner (générique de Des chiffres et des lettres)

Musiques non mentionnées dans le générique
Par Klaus Badelt :
- Lisa & Oscar, durée : 3 min 13 s.
- Monsieur Tout-le-monde, durée : 10 min 33 s.
- Innocent, durée : 5 min 5 s.
- La Clé / The Key, durée : 5 min 34 s.
- Evasion / Escape, durée : 5 min 47 s.
- Trop Tard / Too Late, durée : 3 min 33 s.
- Générique Fin / End Credits, durée : 5 min 13 s.

## Accueil

### Accueil critique
Sur l'agrégateur américain Rotten Tomatoes, le film récolte 81 % d'opinions favorables pour 31 critiques.
En France, le site Allociné propose une note moyenne de 3,5⁄5 à partir de l'interprétation de critiques provenant de 22 titres de presse.

### Box-office
- France : 670 920 d'entrées[4]

## Remakeaméricain
Un remake américain signé Paul Haggis, intitulé Les Trois Prochains Jours, est sorti en France le 8 décembre 2010. Russell Crowe et Elizabeth Banks y tiennent les rôles principaux.